# Dispersió de neutrons

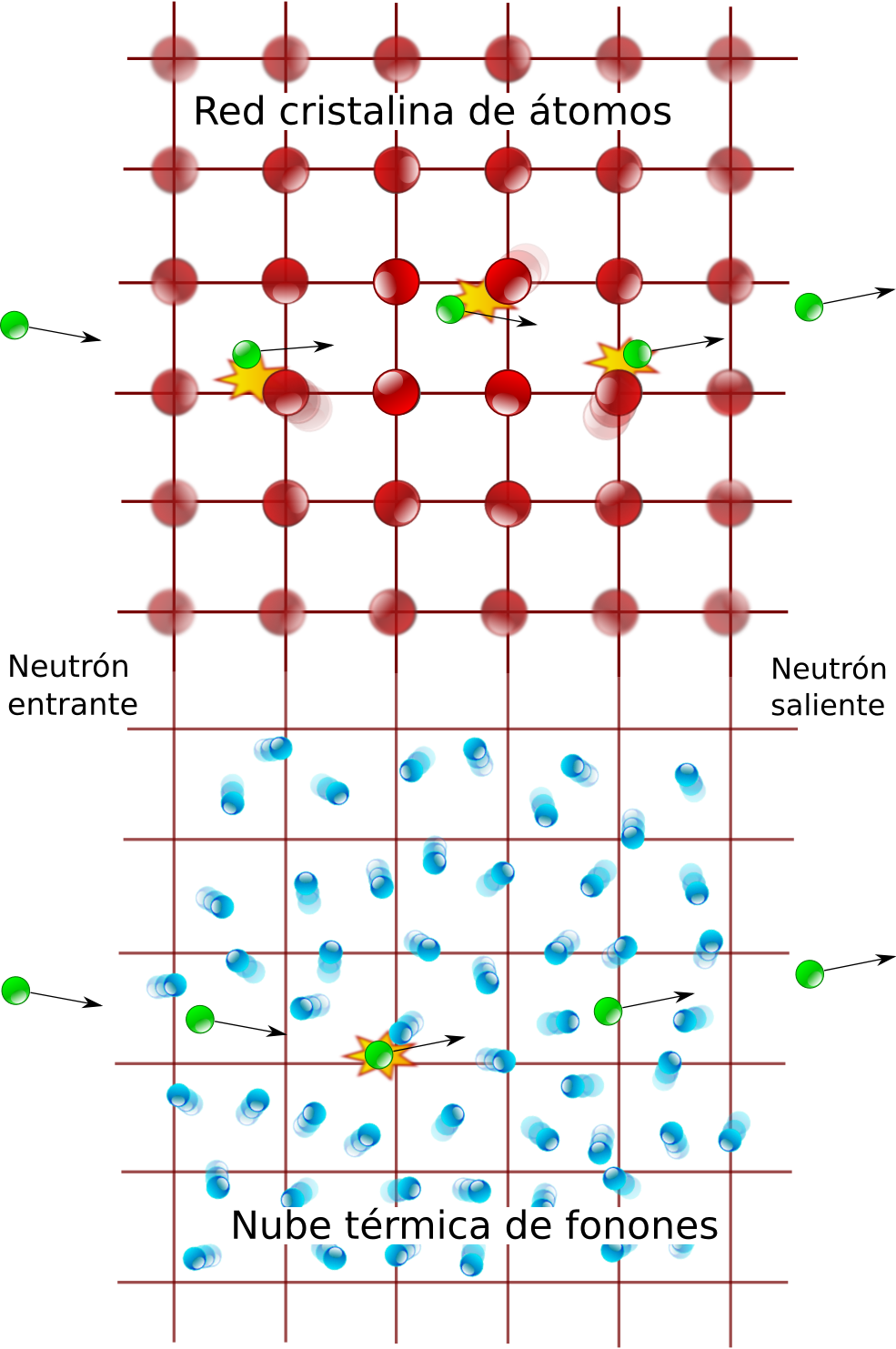
Dispersió d'un neutró per un cristall, i la imatge equivalent en termes de fonons. Svg també disponible. Castellà: dispersió d'un neutró contra un cristall vermell, i el procés equivalent en terminos de fonones. Fichero svg disponible.

La dispersió de neutrons, la dispersió irregular de neutrons lliures per la matèria, pot referir-se al propi procés físic natural o a les tècniques experimentals fetes per l'home que utilitzen el procés natural per investigar materials. El fenomen natural/físic té una importància elemental en l'enginyeria nuclear i les ciències nuclears. Pel que fa a la tècnica experimental, la comprensió i manipulació de la dispersió de neutrons és fonamental per a les aplicacions utilitzades en la cristal·lografia, la física, la química física, la biofísica i la investigació de materials.
La dispersió de neutrons es practica en reactors d'investigació i fonts de neutrons d'espal·lació que proporcionen radiació de neutrons d'intensitats variables. Les tècniques de difracció de neutrons (dispersió elàstica) s'utilitzen per analitzar estructures; on la dispersió inelàstica de neutrons s'utilitza per estudiar vibracions atòmiques i altres excitacions.

## Dispersió de neutrons ràpids
Els "neutrons ràpids" (vegeu la temperatura dels neutrons) tenen una energia cinètica superior a 1 MeV. Es poden dispersar per matèria condensada: nuclis que tenen energies cinètiques molt inferiors a 1 eV: com a aproximació experimental vàlida d'una col·lisió elàstica amb una partícula en repòs. Amb cada col·lisió, el neutró ràpid transfereix una part important de la seva energia cinètica al nucli de dispersió (matèria condensada), tant més com més lleuger és el nucli. I amb cada col·lisió, el neutró "ràpid" s'alenteix fins a arribar a l'equilibri tèrmic amb el material en el qual està dispersat.
Els moderadors de neutrons s'utilitzen per produir neutrons tèrmics, que tenen energies cinètiques inferiors a 1 eV (T < 500K). Els neutrons tèrmics s'utilitzen per mantenir una reacció nuclear en cadena en un reactor nuclear, i com a eina d'investigació en experiments de dispersió de neutrons i altres aplicacions de la ciència dels neutrons (vegeu més avall). La resta d'aquest article es concentra en la dispersió de neutrons tèrmics.

## Interacció neutró-matèria
Com que els neutrons són elèctricament neutres, penetren més profundament a la matèria que les partícules carregades elèctricament d'energia cinètica comparable i, per tant, són valuosos com a sondes de propietats a granel.
Els neutrons interaccionen amb nuclis atòmics i amb camps magnètics d'electrons no aparellats, provocant interferències pronunciades i efectes de transferència d'energia en experiments de dispersió de neutrons. A diferència d'un fotó de raigs X amb una longitud d'ona similar, que interacciona amb el núvol d'electrons que envolta el nucli, els neutrons interaccionen principalment amb el propi nucli, tal com descriu el pseudopotencial de Fermi. Les seccions transversals de dispersió i absorció de neutrons varien àmpliament d'isòtop a isòtop.
La dispersió de neutrons pot ser incoherent o coherent, depenent també de l'isòtop. Entre tots els isòtops, l'hidrogen té la secció transversal de dispersió més alta. Elements importants com el carboni i l'oxigen són força visibles en la dispersió de neutrons; això contrasta amb la dispersió de raigs X on les seccions transversals augmenten sistemàticament amb el nombre atòmic. Així, els neutrons es poden utilitzar per analitzar materials amb nombres atòmics baixos, incloses proteïnes i tensioactius. Això es pot fer a fonts de sincrotró, però es necessiten intensitats molt elevades, que poden provocar que les estructures canviïn. El nucli proporciona un abast molt curt, ja que el potencial isòtrop varia aleatòriament d'isòtop a isòtop, cosa que permet ajustar el contrast (dispersió) per adaptar-se a l'experiment.

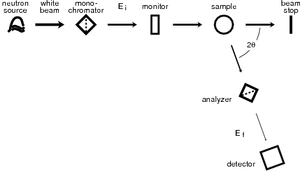
Disseny genèric d'un experiment de dispersió de neutrons inelàstics

## Dispersió inelàstica de neutrons
La dispersió inelàstica de neutrons és una tècnica experimental que s'utilitza habitualment en la investigació de la matèria condensada per estudiar el moviment atòmic i molecular, així com les excitacions de camp magnètic i cristal·lí. Es distingeix d'altres tècniques de dispersió de neutrons resolent el canvi d'energia cinètica que es produeix quan la col·lisió entre els neutrons i la mostra és inelàstica. Els resultats generalment es comuniquen com el factor d'estructura dinàmica (també anomenada llei de dispersió inelàstica) {\displaystyle S(\mathbf {Q} ,\omega )}, de vegades també com la susceptibilitat dinàmica {\displaystyle \chi ^{\prime \prime }(\mathbf {Q} ,\omega )} on el vector de dispersió {\displaystyle \mathbf {Q} } és la diferència entre el vector d'ona entrant i sortint, i {\displaystyle \hbar \omega } és el canvi d'energia experimentat per la mostra (negatiu el del neutró dispers). Quan els resultats es representen en funció de {\displaystyle \omega }, sovint es poden interpretar de la mateixa manera que els espectres obtinguts per tècniques espectroscòpiques convencionals; en la mesura que la dispersió inelàstica de neutrons es pot veure com una espectroscòpia especial.
Els experiments de dispersió inelàstica requereixen normalment una monocromatització del feix incident o sortint i una anàlisi d'energia dels neutrons dispersos. Això es pot fer mitjançant tècniques de temps de vol (dispersió del temps de vol de neutrons) o mitjançant la reflexió de Bragg a partir de cristalls senzills (espectroscòpia de triple eix de neutrons, retrodispersió de neutrons). La monocromatització no és necessària en les tècniques d'eco (eco de spin de neutrons, eco de spin de ressonància de neutrons), que utilitzen la fase mecànica quàntica dels neutrons a més de les seves amplituds.